# Hofruine Weilach
Die Hofruine Weilach, im Volksmund auch als Das Alte Haus genannt, ist die Ruine eines Hofs im Pfälzerwald – nahe Bad Dürkheim im rheinland-pfälzischen Landkreis Bad Dürkheim (Deutschland).

## Geographische Lage
Die Hofruine Weilach liegt im Mittleren Pfälzerwald – im Biosphärenreservat Pfälzerwald-Vosges du Nord und im Naturpark Pfälzerwald. Sie befindet sich 3 km nordwestlich der Kernstadt von Bad Dürkheim und 3,2 km westlich des Bad Dürkheimer Stadtteils Ungstein – zwischen dem Peterskopf (493,5 m) im Nordwesten und dem Teufelsstein (ca. 285 m) im Südosten – im Weilachtal auf knapp 320 m. Östlich unterhalb der Ruine stehen talabwärts betrachtet die Hütte in der Weilach des Pfälzerwald-Vereins und – nahe der zum Bad Dürkheimer Stadtteil Leistadt gehörenden Siedlung Lochacker – die ehemalige Waldgaststätte Forsthaus Weilach.

## Geschichte
Der Hof wurde erstmals 1381 als Weilacher Hof im Besitz der Leininger Grafen urkundlich erwähnt. In weiteren Urkunden findet man auch den Namen Hof zu Widenlach, Hof zu Weidelach, Weydelach, Hof Weylach oder Hof Weilach. Da der Hof in einer Gegend mit feuchten Lachen und vielen Weidenbäumen gebaut wurde, erhielt er diesen Namen. Er wurde anfänglich von Verwaltern für die Grafen bewirtschaftet und später verpachtet. 1490 wird zum ersten Mal ein Hofmann urkundlich genannt, Peter Klein. Nach ihm folgten noch etwa 10 Pächter bis zum letzten 1785 Johannes Becker.
In der Mitte des Hofes war ein Brunnen errichtet. Gegenüber dem Wohnhaus stand ein Hirtenhaus. Der Hof wurde 1790 von einer Räuberbande überfallen und niedergebrannt. Seitdem ist er eine Ruine. Die Tochter des Hofmannes hatte sich in einer Hundehütte versteckt und erkannte den Schmied des Nachbardorfes Leistadt, so dass dieses Verbrechen hinterher aufgeklärt werden konnte.
Im 20. Jahrhundert errichtete der Pfälzerwald-Verein einen Gedenkstein an der Ruine.

## Freizeit
Die Hofruine Weilach ist wegen der nahen Waldgaststätte Forsthaus Weilach an der Kreisstraße 3 oftmals gut besucht. Für Jogging- und Walkingfreunde wurden vier verschieden lange Laufstrecken (5 bis 25 km) vom Laufclub Bad Dürkheim ausgeschildert, die vom Parkplatz an der Weilach zu erreichen sind und zum Beispiel auch am Teufelsstein vorbeiführen. Nahe der Hofruine befindet sich der Ritterstein 281 Leiningische Hofruine Weilach.